# Municipio de Freeman (condado de Pope)
El municipio de Freeman (en inglés: Freeman Township) es un municipio ubicado en el condado de Pope en el estado estadounidense de Arkansas. En el año 2010 tenía una población de 102 habitantes y una densidad poblacional de 0,33 personas por km².

## Geografía
El municipio de Freeman se encuentra ubicado en las coordenadas 35°37′55″N 93°6′0″O / 35.63194, -93.10000. Según la Oficina del Censo de los Estados Unidos, el municipio tiene una superficie total de 310.23 km², de la cual 310,22 km² corresponden a tierra firme y (0 %) 0.01 km² es agua.

## Demografía
Según el censo de 2010, había 102 personas residiendo en el municipio de Freeman. La densidad de población era de 0,33 hab./km². De los 102 habitantes, el municipio de Freeman estaba compuesto por el 93,14 % blancos, el 0,98 % eran amerindios, el 0,98 % eran asiáticos y el 4,9 % eran de una mezcla de razas. Del total de la población el 0,98 % eran hispanos o latinos de cualquier raza.